# Pekre
Pekre este o localitate din comuna Maribor, Slovenia, cu o populație de 2.100 de locuitori.